# Conisbrough
Conisbrough è un paese della contea del South Yorkshire, in Inghilterra, che si trova a metà strada tra Doncaster e Rotherham. Costruito lungo le rive del fiume Don vanta una popolazione di 15.361 abitanti.